# Willow (datorspel)
Willow är ett dator/TV-spel, baserat på filmen med samma namn från 1988. Capcom utvecklade och släppte både arkad- och NES-versioner 1989. Arkadversionen är ett plattformsspel, medan NES-versionen är  ett actionrollspel. 1988-1989 gjordes även versioner till Amiga, Atari ST, Commodore 64 och MS-DOS.

### Fotnoter
1. 1 2 3  ”Willow”. NES DB. 27 mars 1989. Arkiverad från originalet den 26 april 2014. https://web.archive.org/web/20140426232648/http://www.nesdb.se/game_more.php?id=1576&rid=1. Läst 25 april 2014.